# Ole Ege
 Der er for få eller ingen kildehenvisninger i denne artikel, hvilket er et problem. Du kan hjælpe ved at angive troværdige kilder til de påstande, som fremføres i artiklen.

Ole Esper Ege (født 23. maj 1934, død 24. december 2018) var en dansk fotograf, filminstruktør, forfatter og museumsdirektør.
Han var en af pionererne inden for dansk porno i 1950-1970'erne, hvor han, ofte under navnet Peter Fleming, stod bag en mængde pikante pigefotos fulgt af en række korte 8mm-film varierende fra mild striptease til hård porno. Hans periode som pornograf kulminerede med dokumentarfilmen/pornofilmen Pornografi (1971) og spillefilmen Bordellet (1972), hvorefter han forlod branchen.
Hans markante brug af musik i en række af filmene gennemgås af den australske musikprofessor Bruce Johnson i bogen Earogenous Zones: Sound, Sexuality and Cinema (2011).
Ole Ege har også gjort sig bemærket som fotograf på andre områder, bl.a. med fotobøger om Benneweis og Ærø.
I 1992-2009 var han direktør for Museum Erotica, som han grundlagde sammen med Kim Riisfeldt-Clausen, men selvom museet var blandt Københavns mest populære, overlevede det ikke finanskrisen.
I 2009 udgav Ole Ege sin selvbiografi, Tabu – fra forbud til frigørelse.

### Magasiner af Ole Ege
- Focus
- Tabu
- Amor
- Le Sexy
- Darling
- Eros
- Gala
- Ekko
- Love

### [1][1]Bøger af Ole Ege
- Young Love (1969)
- Ærø (eget forlag, 1974)
- Ida og Christian i cirkus (Carlsen, 1985)
- Benneweis – en cirkusfamilies historie (Politikens Forlag, 1987)
- Erotiske drømme (Thaning og Appel, 1992)
- Ærø (Forlaget Esper, 2005)
- Tabu – fra forbud til frigørelse (People’s Press, 2009)